# Fulwood (Lancashire)
Fulwood – osada w Anglii, w hrabstwie Lancashire. Leży 2,5 km od miasta Preston, 30,9 km od miasta Lancaster i 307,5 km od Londynu. W 2016 miejscowość liczyła 35 599 mieszkańców.